# Eupithecia enucleata
Eupithecia enucleata là một loài bướm đêm trong họ Geometridae.